# 国道382号
国道382号（こくどう382ごう）は、長崎県対馬市（対馬）から壱岐島を経由して、佐賀県唐津市に至る一般国道である。

## 概要
対馬 - 壱岐と壱岐 - 呼子の2つの海上区間（後述）を持つ海上国道である。対馬、壱岐の両島では島内を縦貫する唯一の国道である。特に対馬中央部の浅茅湾沿岸部には迂回路が無い区間があり、島の南北を結ぶ重要な路線である。

### 路線データ

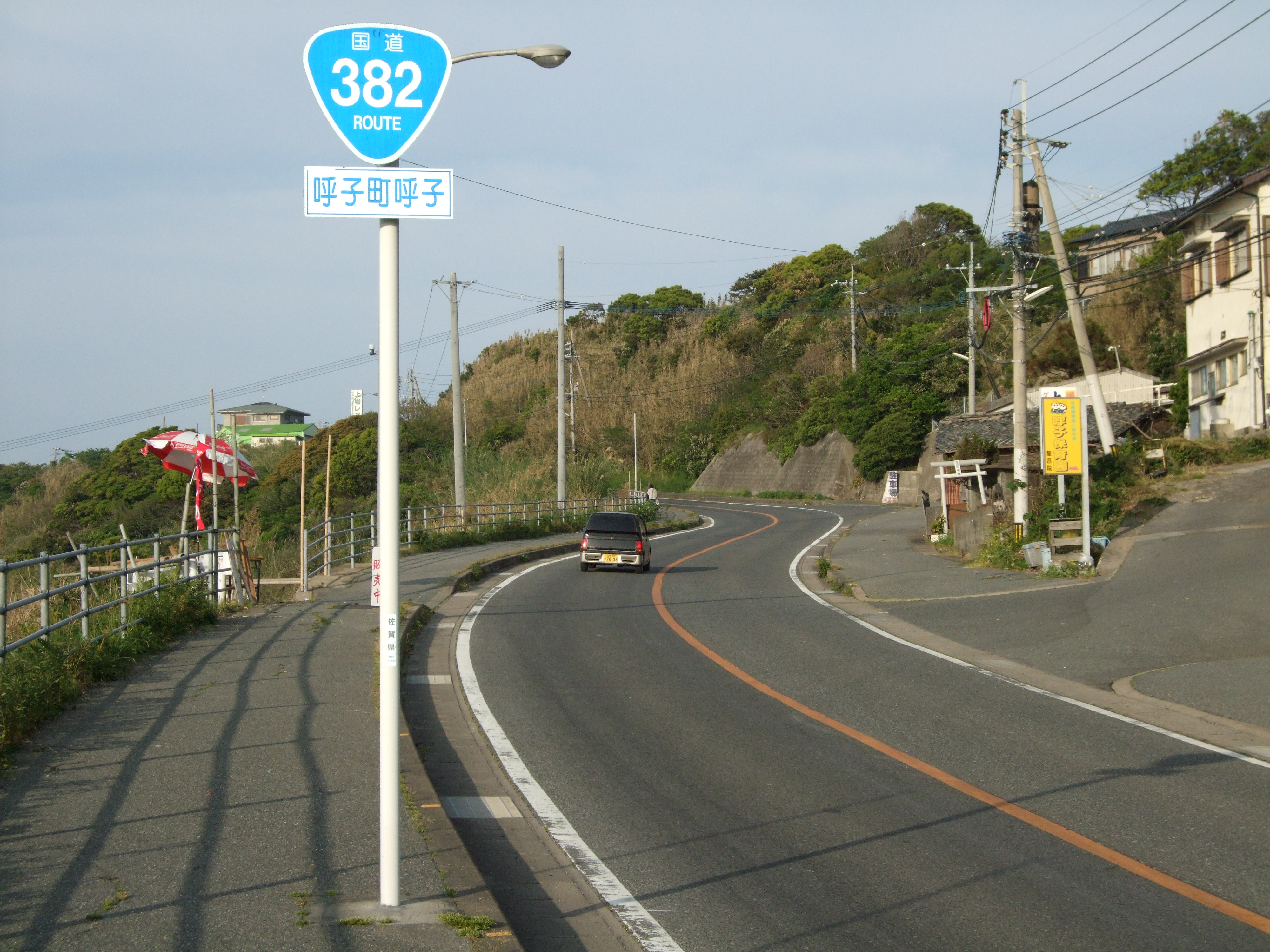
国道382号（佐賀県唐津市呼子町呼子）

一般国道の路線を指定する政令に基づく起終点および重要な経過地は次のとおり。
- 起点：長崎県上県郡上対馬町[注釈 2]（上対馬町、比田勝港国際ターミナル付近 = 長崎県道181号比田勝港線終点）
- 終点：唐津市（唐津市瀬田原交差点 = 国道202号交点、国道204号起点）
- 重要な経過地：長崎県下県郡厳原町[注釈 2]・同県壱岐郡勝本町[注釈 3]・同郡石田町[注釈 3]、佐賀県東松浦郡呼子町[注釈 4]
- 総延長 : 201.2 km（佐賀県 16.3 km、長崎県 185.0 km）重用延長、未供用延長（海上区間）を含む。[2][注釈 5]
- 重用延長 : 0.6 km（佐賀県 0.6 km、長崎県 - km）[2][注釈 5]
- 未供用延長 : 93.7 km（佐賀県 13.5 km、長崎県 80.2 km）[2][注釈 5]
  - 未供用延長のうち海上区間 : 80.2 km（佐賀県 - km、長崎県 80.2 km）[2][注釈 5]
- 実延長 : 106.9 km（佐賀県 2.1 km、長崎県 104.8 km）[2][注釈 5]
  - 現道 : 106.1 km（佐賀県 2.1 km、長崎県 103.9 km）[2][注釈 5]
  - 旧道 : 0.8 km（佐賀県 - km、長崎県 0.8 km）[2][注釈 5]
  - 新道 : なし[2][注釈 5]
- 指定区間：なし[3]

## 歴史
- 1975年（昭和50年）4月1日 - 一般国道382号指定。

## 路線状況

### バイパス
- 大地（おおち）バイパス
  - 対馬市上県町佐須奈 - 同市上県町佐護東里間の区間にあるバイパス。大地1号（417 m）、大地2号（207 m）、美止々（みとど、679 m）のトンネル3本が整備されている[4]。2017年（平成29年）12月9日に開通[5]。
- どう坂バイパス
  - 対馬市上県町佐護 - 同市上県町瀬田の区間にあるバイパス。2003年（平成15年）に一部分2.6 kmが供用開始。2009年（平成21年）に御嶽やまねこトンネル（全長1,200 m 本路線で最も長いトンネル[注釈 6]）を含む残りの2.1 kmが開通し全線開通した。
- 山田山バイパス
  - 対馬市上県町鹿見と同市峰町三根の境にあるバイパス。町境にある山田山トンネル（全長696 m）は厳原トンネル開通まで本路線および対馬島内で最も長いトンネルだった。山田山トンネルの北に新弓張トンネル（全長402 m）もある。
- 大久保バイパス
  - 対馬市峰町三根にある全長1.9 kmのバイパス。山田山バイパスと直結する。当初計画は全長3.1 kmだったが平成16年度の事業再評価で西側1.2 kmが計画から削除された。東部に大久保トンネル（全長337 m）がある。2003年（平成15年）にトンネルを含む東部1.4 kmが部分供用。2007年（平成19年）に全線供用。
- 鶏知バイパス
  - 対馬市美津島町鶏知の樽ヶ浜入り口交差点から鶏知交差点までのバイパス。旧道は市道および長崎県道24号厳原豆酘美津島線となっている。対馬交通バスの旅客案内にある「バイパス経由」はこのバイパスを指す。
- 根緒坂バイパス
  - 対馬市美津島町根緒と同市厳原町小浦の境にあるバイパス。
- 小浦～桟原バイパス
  - 対馬市厳原町小浦から同市厳原町桟原に至るバイパス。2002年（平成14年）8月4日開通。南側にある厳原トンネル（全長1,102 m）は御嶽やまねこトンネル開通まで本路線および対馬島内で最も長いトンネルだった[注釈 6]。このほか、厳原トンネルのすぐ北に小室トンネル（全長139 m）がある。

### 重複区間
- 国道204号（佐賀県唐津市呼子町呼子・持山交差点 - 唐津市和多田西山・唐津市瀬田原交差点（終点））

### 海上区間

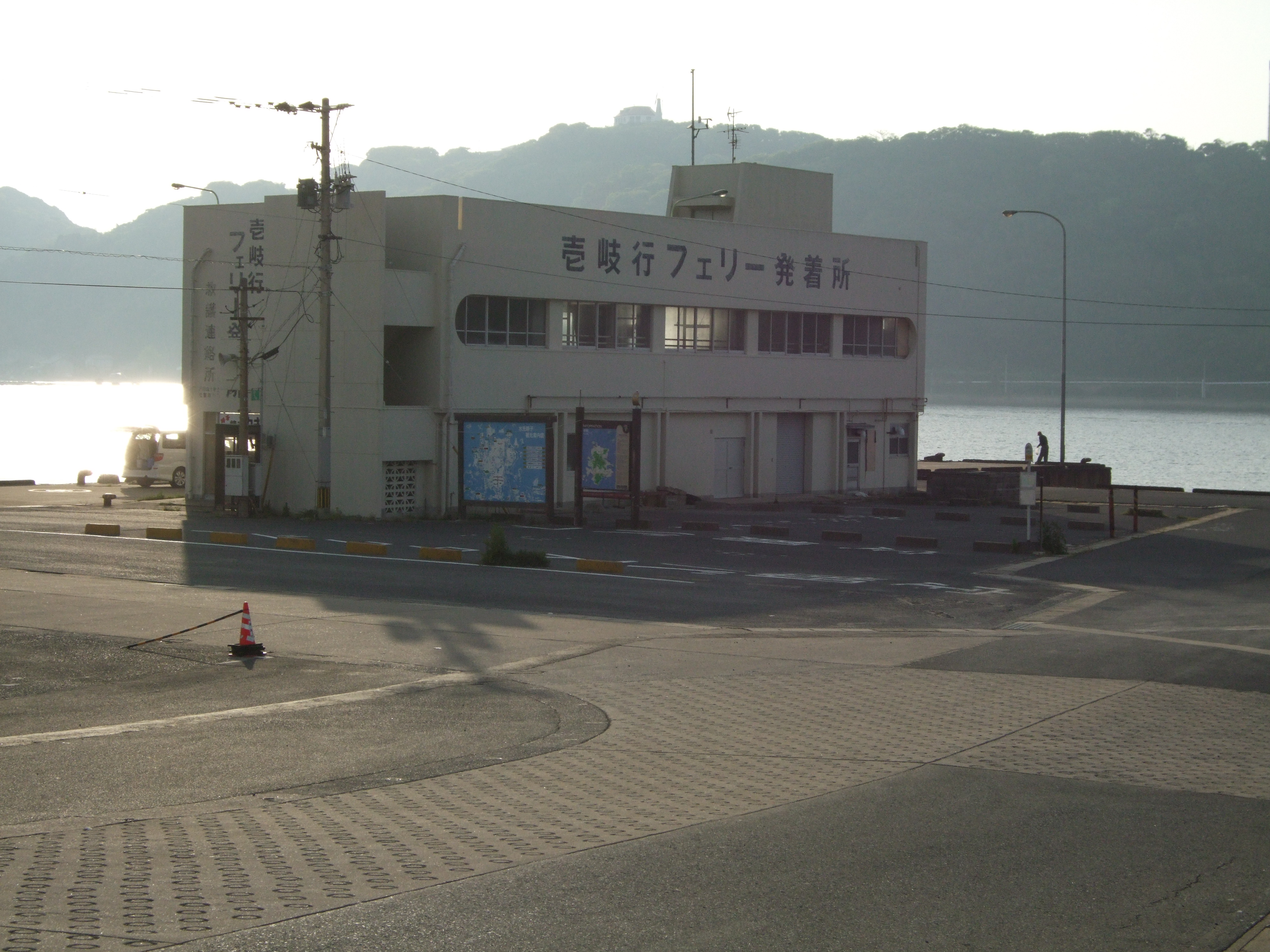
呼子港
（旧・壱岐行きフェリー発着所）

九州・壱岐・対馬の島々をつなぐ対馬の厳原港 - 壱岐の勝本港と、壱岐の印通寺港 - 唐津市の呼子港の2区間が海上区間となる。一般的な海上国道は、起点・終点の端点が他の一般国道の路線と交わるが、国道382号では、起点孤立の端点となっている数少ない路線のひとつである。
- 対馬市厳原町東里 - 壱岐市勝本町勝本浦
  - 現在対馬市厳原港 - 壱岐市勝本港に定期航路は就航していない[注釈 8]。ただし、近隣航路として厳原港 - 壱岐市郷ノ浦港・芦辺港には九州郵船の定期航路がある[6]。
- 壱岐市石田町印通寺浦 - 唐津市呼子町呼子
  - 現在壱岐市印通寺港 - 唐津市呼子港に定期航路は就航していない[注釈 9]。ただし、近隣航路として印通寺港 - 唐津市唐津東港には九州郵船の定期航路がある[6]。

### 道路施設

#### 橋梁
- 長崎県
  - 万関橋（万関瀬戸、対馬市美津島町久須保）
  - 藤見橋（阿須川、対馬市厳原町北里 - 対馬市厳原町桟原）
  - 谷出橋（厳原本川、対馬市厳原町日吉 - 対馬市厳原町中村）
- 佐賀県
  - 鼓橋（橋本川、唐津市湊町、国道204号重複区間内）
  - 相賀橋（唐津市相賀、国道204号重複区間内）
  - 浦川橋（浦川、唐津市唐房6丁目、国道204号重複区間内）
  - 上新田橋（佐志川、唐津市佐志南、国道204号重複区間内）
  - 長松大橋（町田川、唐津市神田（こうだ）、国道204号重複区間内）

#### トンネル
- 長崎県
  - 比田勝トンネル：延長260 m、1972年（昭和47年）竣工、対馬市
  - 佐須奈隧道：延長228 m、1926年竣工、対馬市
  - 大地1号トンネル：延長417 m、2017年（平成29年）竣工、対馬市
  - 大地2号トンネル：延長207 m、2017年（平成29年）竣工、対馬市
  - 美止々（みとど）トンネル：延長679 m、2017年（平成29年）竣工、対馬市
  - 御嶽やまねこトンネル：延長1,200 m、2009年（平成21年）竣工、対馬市
  - 瀬田トンネル：延長 m、2009年（平成21年）竣工、対馬市
  - 新弓張トンネル：延長402 m、1987年（昭和62年）竣工、対馬市
  - 山田山トンネル：延長696 m、1993年（平成5年）竣工、対馬市
  - 八割トンネル：延長210 m、1971年（昭和46年）竣工、対馬市
  - 十善寺トンネル：延長200 m、1971年（昭和46年）竣工、対馬市
  - 大久保トンネル：延長337 m、2002年（平成14年）竣工、対馬市
  - 豊玉隧道：延長210 m、1963年（昭和38年）竣工、対馬市
  - 濃部隧道：延長延長95 m、1968年（昭和43年）竣工、対馬市
  - 賀谷隧道：延長260 m、1967年（昭和42年）竣工、対馬市
  - 美津島トンネル：延長293 m、1973年（昭和48年）竣工、対馬市
  - 鶏知トンネル：延長102 m、1977年（昭和52年）竣工、対馬市
  - 浪人坂トンネル：延長360 m、1983年（昭和58年）竣工、対馬市
  - 根緒坂トンネル：延長460 m、1988年（昭和63年）竣工、対馬市
  - 小室トンネル：延長139 m、1997年（平成9年）竣工、対馬市
  - 厳原トンネル：延長1,102 m2001年（平成13年）竣工、対馬市
- 佐賀県
  - 唐房トンネル：延長487 m、2022年（令和4年）竣工、唐津市、国道204号重複区間内

### 交通量
| 地点                         | 台数   |
| ---------------------------- | ------ |
| 対馬市上対馬町比田勝公民館前 | 04,652 |
| 対馬市厳原町宮谷地方局前     | 14,528 |

## 地理

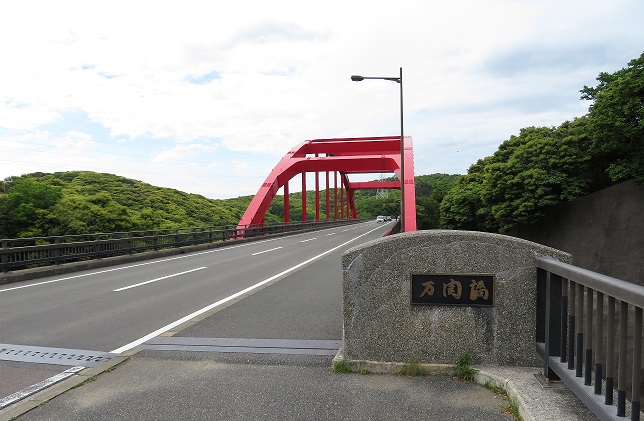
万関橋（国道382号）

### 通過する自治体
- 長崎県
  - 対馬市 - 壱岐市
- 佐賀県
  - 唐津市

### 交差する道路
| 交差する道路                                     | 都道府県名 | 市町村名 | 交差する場所   | 交差する場所              |
| ------------------------------------------------ | ---------- | -------- | -------------- | ------------------------- |
| 長崎県道181号比田勝港線                          | 長崎県     | 対馬市   | 上対馬町比田勝 | 起点                      |
| 長崎県道39号上対馬豊玉線                         | 長崎県     | 対馬市   | 上対馬町比田勝 |                           |
| 長崎県道182号大浦比田勝港線                      | 長崎県     | 対馬市   | 上対馬町大浦   |                           |
| 長崎県道178号舟志佐須奈線                        | 長崎県     | 対馬市   | 上県町佐須奈甲 |                           |
| 長崎県道180号舟志宮原線                          | 長崎県     | 対馬市   | 上県町瀬田     |                           |
| 長崎県道56号上県小鹿港線                         | 長崎県     | 対馬市   | 上県町樫滝     |                           |
| 長崎県道189号鹿見港線                            | 長崎県     | 対馬市   | 上県町鹿見     |                           |
| 長崎県道48号木坂佐賀線 重複区間起点              | 長崎県     | 対馬市   | 峰町三根       |                           |
| 長崎県道48号木坂佐賀線 重複区間終点              | 長崎県     | 対馬市   | 峰町三根       |                           |
| 長崎県道232号唐崎岬線                            | 長崎県     | 対馬市   | 豊玉町仁位     |                           |
| 長崎県道39号上対馬豊玉線                         | 長崎県     | 対馬市   | 美津島町濃部   |                           |
| 長崎県道64号対馬空港線                           | 長崎県     | 対馬市   | 美津島町雞知乙 |                           |
| 長崎県道179号グリーンピアつしま線                | 長崎県     | 対馬市   | 美津島町雞知乙 |                           |
| 長崎県道24号厳原豆酘美津島線                     | 長崎県     | 対馬市   | 美津島町雞知   |                           |
| 長崎県道44号桟原小茂田線                         | 長崎県     | 対馬市   | 厳原町桟原     | 桟原交差点                |
| 長崎県道24号厳原豆酘美津島線                     | 長崎県     | 対馬市   | 厳原町中村     | 八幡宮神社前交差点        |
| 海上区間（交通手段なし）                         |            |          |                |                           |
| 長崎県道23号勝本石田線                           | 長崎県     | 壱岐市   | 勝本町西戸触   |                           |
| 長崎県道231号湯ノ本勝本線                        | 長崎県     | 壱岐市   | 勝本町大久保触 |                           |
| 長崎県道59号郷ノ浦沼津勝本線                     | 長崎県     | 壱岐市   | 勝本町本宮東触 |                           |
| 長崎県道174号湯ノ本芦辺線                        | 長崎県     | 壱岐市   | 勝本町百合畑触 | 亀石交差点                |
| 長崎県道59号郷ノ浦沼津勝本線                     | 長崎県     | 壱岐市   | 郷ノ浦町柳田触 | 柳田交差点                |
| 長崎県道25号郷ノ浦港線 長崎県道173号郷ノ浦芦辺線 | 長崎県     | 壱岐市   | 郷ノ浦町東触   |                           |
| 長崎県道176号初瀬印通寺線                        | 長崎県     | 壱岐市   | 石田町印通寺浦 |                           |
| 長崎県道23号勝本石田線                           | 長崎県     | 壱岐市   | 石田町印通寺浦 |                           |
| 海上区間（交通手段なし）                         |            |          |                |                           |
| 国道204号 重複区間起点                           | 佐賀県     | 唐津市   | 呼子町呼子     | 持山交差点                |
| 上場広域農道                                     | 佐賀県     | 唐津市   | 屋形石         |                           |
| 国道204号 / 唐房バイパス                         | 佐賀県     | 唐津市   | 鳩川           |                           |
| 佐賀県道23号唐津呼子線                           | 佐賀県     | 唐津市   | 佐志浜町       | 唐房入口交差点            |
| 国道204号 / 唐房バイパス                         | 佐賀県     | 唐津市   | 佐志浜町       | 佐志浜町交差点            |
| 佐賀県道265号切木唐津線                          | 佐賀県     | 唐津市   | 佐志中通       | 佐志交差点                |
| 佐賀県道23号唐津呼子線 佐賀県道33号唐津肥前線    | 佐賀県     | 唐津市   | 神田（こうだ） | 長松大橋交差点            |
| 佐賀県道320号千々賀神田線                        | 佐賀県     | 唐津市   | 神田           | 長松大橋東交差点          |
| 国道202号 国道204号 重複区間終点                 | 佐賀県     | 唐津市   | 和多田西山     | 唐津市瀬田原交差点 / 終点 |